# 西海和久
西海 和久（にしがい かずひさ、1950年（昭和25年）7月29日 - ）は、日本の実業家。ブリヂストンエクスターナルアドバイザー。三井海洋開発取締役。山形県鶴岡市出身。
1994年に飯塚周平と共同で発明した特許、「高分子複合材料とその製造方法および使用方法」が公開されている。
2012年5月25日、津谷正明CEOと共にロシアにタイヤ工場を新設することを発表した。

## 略歴
- 1950年（昭和25年）7月29日 - 誕生。
- 1969年（昭和44年） - 3月 山形県立鶴岡南高等学校卒業、同級に國井英夫荘内銀行頭取。
- 1973年（昭和48年） - 3月 山形大学工学部卒業。
- 1975年（昭和50年） - 3月 山形大学大学院工学研究科修士課程高分子化学専攻修了、工学修士[4]。
- 1975年（昭和50年） - 4月 ブリヂストン入社[4]。
- 2005年（平成17年） - 1月 同執行役員。
- 2007年（平成19年） - 10月 同常務執行役員。
- 2008年（平成20年） - 3月 同取締役常務執行役員[4]
- 2010年（平成22年） - 3月 同代表取締役専務執行役員[5]。
- 2012年（平成24年） - 3月 同代表取締役最高執行責任者[6][7]。
- 2015年（平成27年） - 3月 同代表取締役兼COO兼日本タイヤ事業管掌兼BIOC副会長[8]。
- 2015年（平成27年） - 8月 同代表取締役兼COO兼CTO (Chief Technology Officer)・技術管掌（日本タイヤ事業管掌）兼BIOC副会長[9]。
- 2016年（平成28年） - 3月 同取締役代表執行役COO。CTO・技術管掌兼BIOC副会長[10]。
- 2018年（平成30年） - 12月 同取締役[11]。
- 2019年（平成31年） - 3月 同エクスターナルアドバイザー。
- 2020年（令和2年）- 3月 三井海洋開発取締役。